# Siphocampylus popayanensis
Siphocampylus popayanensis là loài thực vật có hoa trong họ Hoa chuông. Loài này được Benth. miêu tả khoa học đầu tiên năm 1845.